# Amphicoma bezdekorum
Amphicoma bezdekorum är en skalbaggsart som beskrevs av Nikodym 2005. Amphicoma bezdekorum ingår i släktet Amphicoma och familjen Glaphyridae. Inga underarter finns listade i Catalogue of Life.